# Wollaston-Prisma

Strahlenweg in einem Wollaston-Prisma

Das Wollaston-Prisma (nach William Hyde Wollaston, 1820) ist eine optische Vorrichtung, die Licht mithilfe eines doppelbrechenden Materials (wie Calcit) polarisiert (siehe Polarisator). Dabei wird das einfallende Licht je nach Eingangspolarisation in zwei rechtwinklig zueinander linear polarisierte Strahlen getrennt.

## Aufbau
Das Wollaston-Prisma besteht aus zwei doppelbrechenden Calcit-Prismen, die an der Unterseite zusammengekittet sind (normalerweise mit Kanadabalsam oder einem anderen Material mit niedrigem Lichtbrechungsindex), um zwei rechtwinklige Dreiecke mit senkrechten optischen Achsen zu bilden. Das ausstrahlende Licht läuft vom Prisma in zwei polarisierten Strahlen auseinander mit einem Ablenkungswinkel, der von den Ecken und Kanten der Prismen und der Wellenlänge des Lichts bestimmt wird. Kommerzielle Prismen sind mit Winkeln von 15° bis 45° erhältlich. Sowohl der ordentliche, als auch der außerordentliche Strahl weisen chromatische Abweichungen auf.

## Modifikationen

### Ähnliche Prismen

Schematischer Strahlengang im Rochon-Prisma

Schematischer Strahlengang im Sénarmont-Prisma

Durch Änderung der Prismenanordnungen erhält man weitere Varianten für die Strahlenführung in den doppelbrechenden Prismen. Je nach Anordnung haben sich dafür weitere Bezeichnungen für Prismen nach dem Wollaston-Prinzip ergeben, beispielsweise das Rochon-Prisma (Alexis-Marie de Rochon, 1801) und Sénarmont-Prisma (1857).
Sie unterscheiden sich in der Hinsicht, dass der ordentliche Strahl nicht abgelenkt wird und achromatisch ist. Der außerordentliche Strahl wird hingegen in Abhängigkeit von der Wellenlänge des Lichts seitlich abgelenkt. Sénarmonts Anordnung unterscheidet sich von Rochons hinsichtlich der Orientierung der optischen Achse des zweiten Teilprismas. Durch diese wird eine einfachere Herstellung aus dem verhältnismäßig teuren Material ermöglicht (Calcit, Isländischer Spat).

### Nomarski-Prisma

Schematischer Strahlengang im Nomarski-Prisma

Das Nomarski-Prisma (nach Georges Nomarski) ist ein modifiziertes Wollaston-Prisma, das häufig in der DIC-Mikroskopie Anwendung findet. Ähnlich wie beim Wollaston-Prisma liegen die beiden optischen Achsen senkrecht zueinander orientiert, jedoch liegt eine der beiden optischen Achsen schief zur An- und zur Gegenkathete der entsprechenden dreieckigen Prismaoberfläche.
Dies führt zu einem Brennpunkt der beiden Strahlen außerhalb des Prismas, wodurch ein DIC-Mikroskop leichter fokussiert werden kann.

## Einsatzbereiche
Das Wollaston-Prisma wird nicht nur als reiner Polarisator verwendet, sondern auch in der Medientechnik und für spezielle Messgeräte, beispielsweise
- für die MiniDiscs und die Magneto Optical Disk,
- allgemein in der Lasertechnik,
- beim Babinet-Kompensator,
- im Danjon-Astrolab zur Koinzidenz-Beobachtung von Sternen